# Eumyias
Eumyias là một chi chim trong họ Muscicapidae.

## Hình ảnh

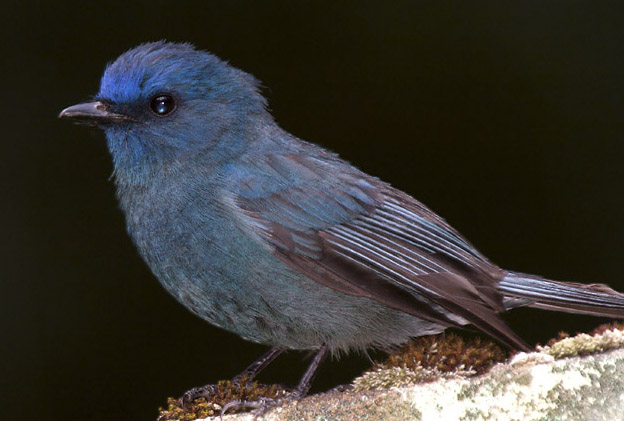
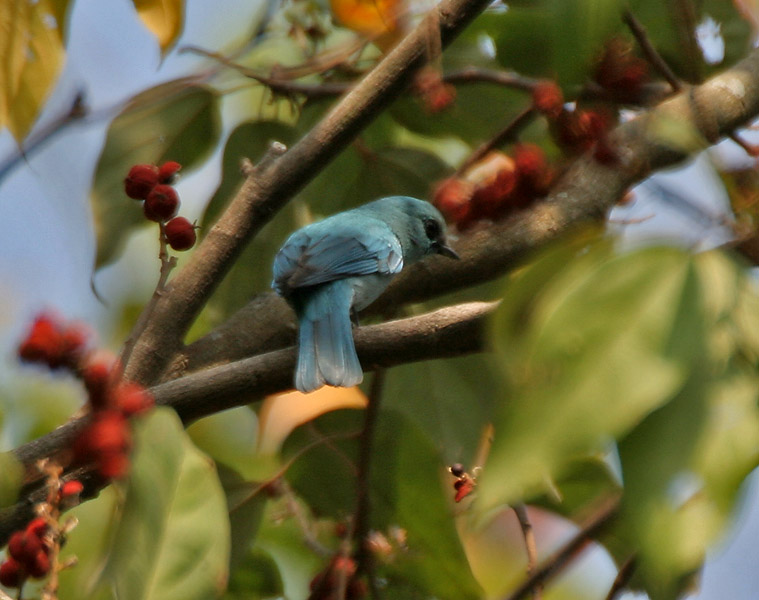
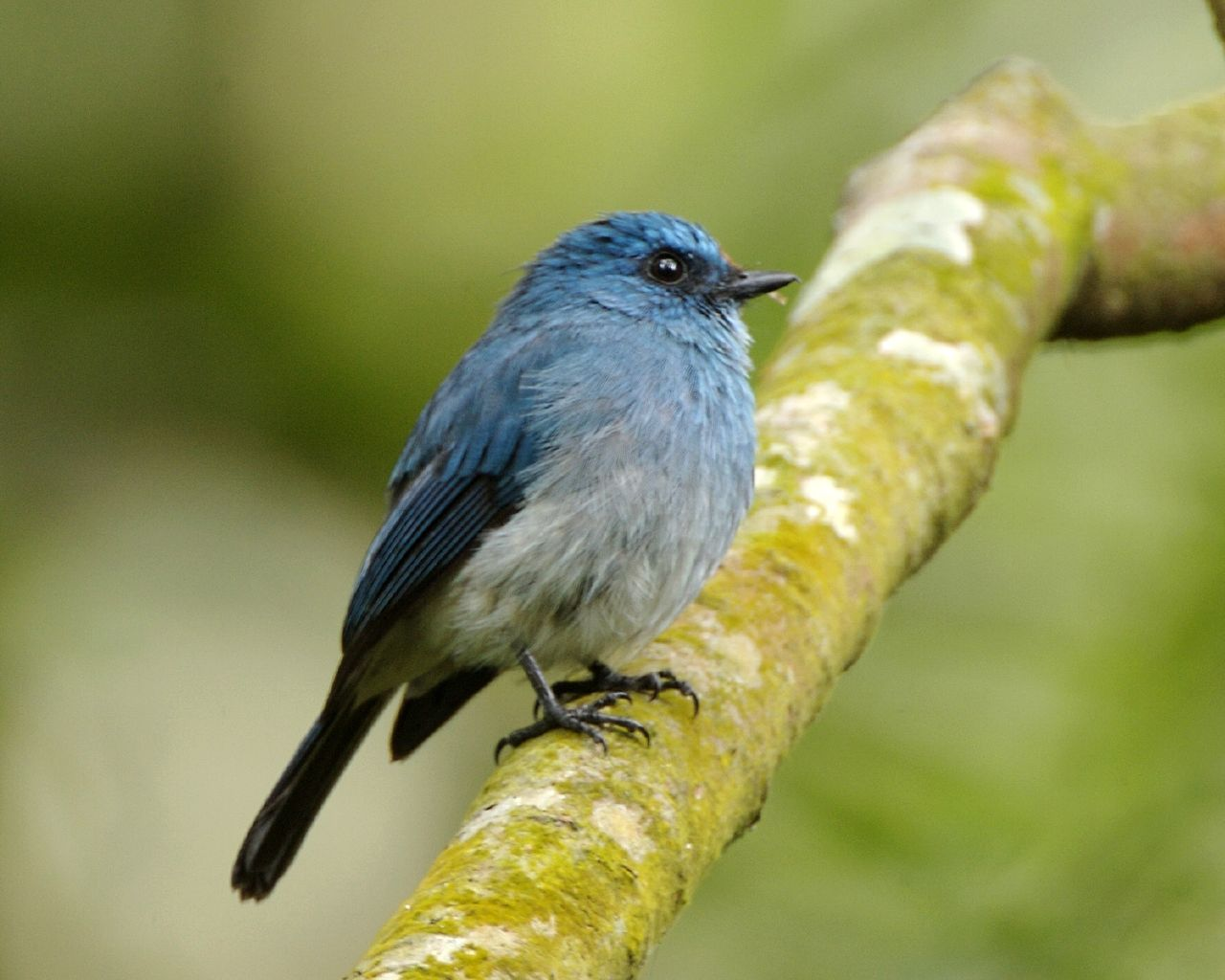
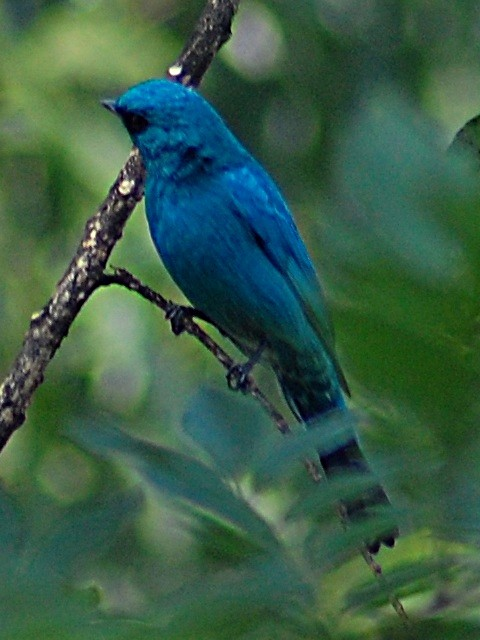
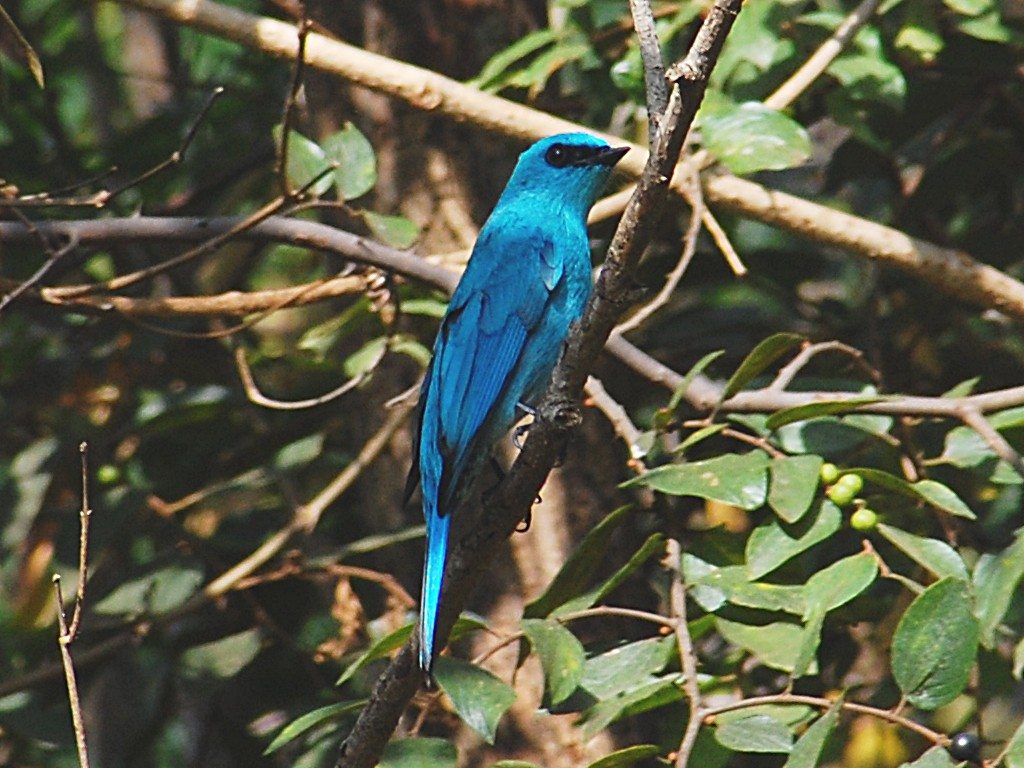